# Schüttelgraben
Der Schüttelgraben ist ein selbst nur knapp 3,1 km, zusammen mit seinem rechten Oberlauf etwa 5,1 km langer Bach, der beim Stadtteil Beinstein von Waiblingen von links in die Rems mündet.

## Name
Der frühere Name des Baches war Schirickelgraben. Das mittelhochdeutsche Wort schirickeln bedeutet 'plötzlich aufspringen'. Ein Schrickler ist da ein Schüttler, ein kurzer Regenguss. Das lässt auf ein bei starkem Regenguss anschwellendes Gewässer schließen.

## Geographie

### Oberläufe

#### Linker Oberlauf
Der Schüttelgraben hatte früher einen von Westsüdwesten kommenden Oberlauf, der wenig westlich der Fellbacher Bebauungsgrenze im Gewann Eurach etwas nördlich des Bades zunächst noch unbeständig seinen Lauf begann. Von der damaligen Ostseite Fellbachs an begann dann ein dauerhafter Lauf von etwa 1,0 km etwa ab der Hölderlinstraße durch die damaligen Bruckwiesen bis zum heutigen auffälligen Laufknick am Bauhof. Dieser Oberlauf scheint heute großteils oder ganz verdolt zu sein. Ein nahe oder auf seiner Trasse verlaufender Weg heißt heute Am Schüttelgraben.

#### Erbach
Der rechte Oberlauf Erbach entspringt auf etwa 299 m ü. NHN nordöstlich des Kappelbergs unterhalb der Weinberge. Er unterquert die Landstraße L 1198 zwischen Fellbach und Rommelshausen und anschließend die Anschlussstelle Waiblingen-Süd. Er verlässt den verdolten Bereich unter dem Namen Schüttelgraben bei der Kläranlage von Fellbach.

Erbach
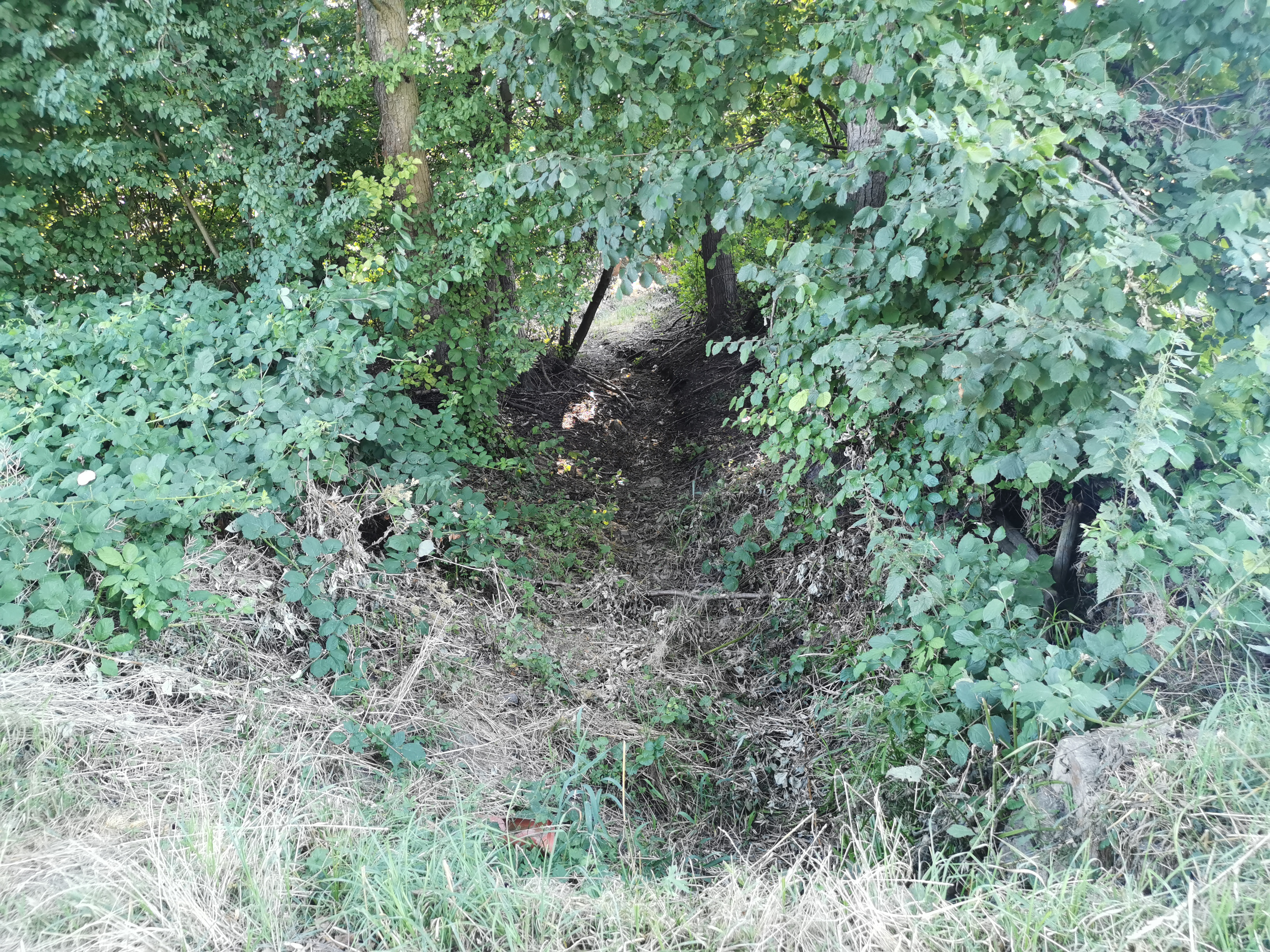
Bewachsener Erbach
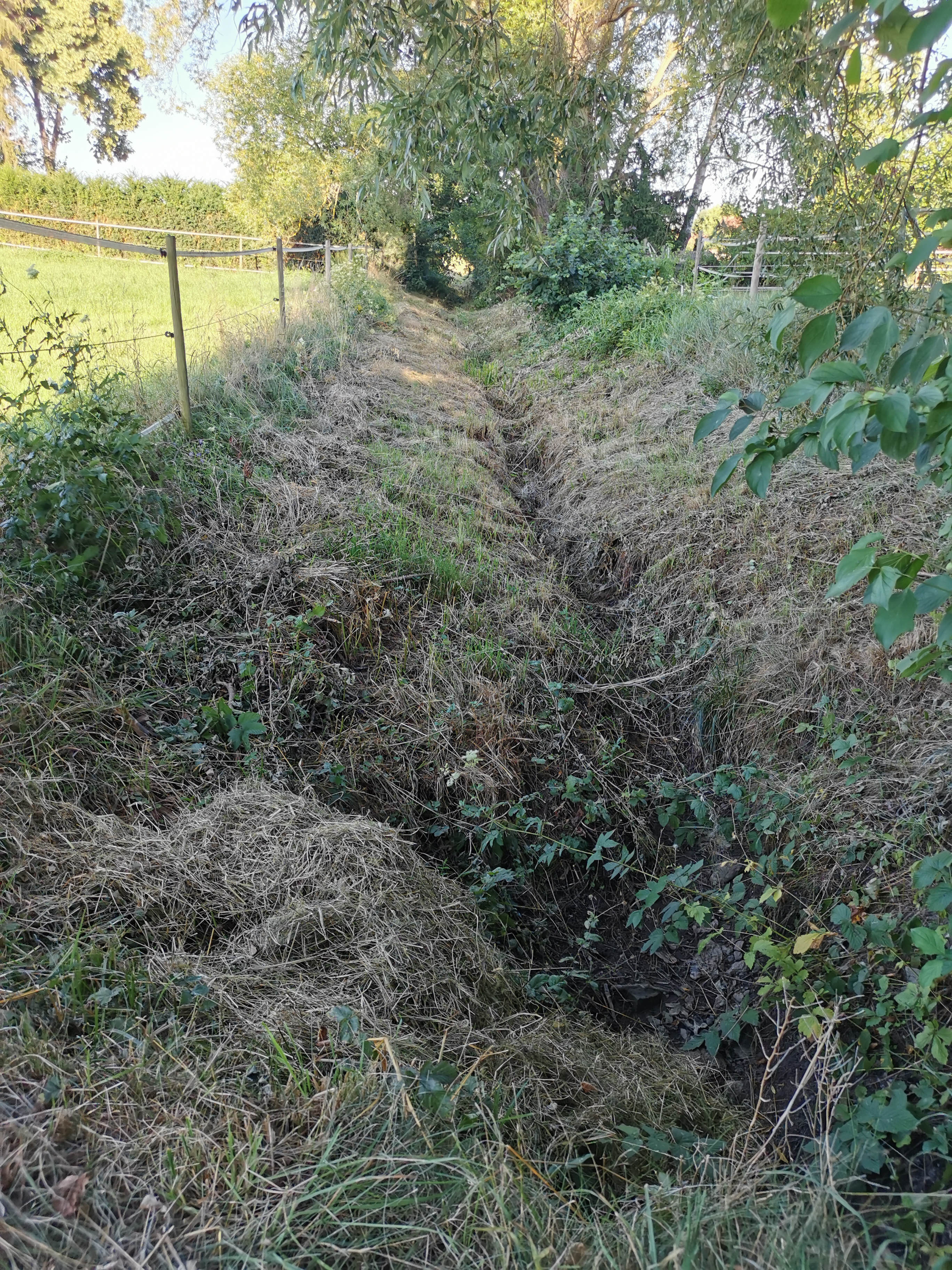
Erbach ohne Wasser

### Weiterer Verlauf
Der auf etwa 261 m ü. NHN beginnende Schüttelgraben fließt bis zur Mündung in die Rems der Bundesstraße 14 entlang. Zunächst an deren Südseite laufend unterquert er diese südlich des Waiblinger Stadtteils Rinnenäcker. Anschließend wird er von der Neuen Rommelshauser Straße und der Bahnstrecke Stuttgart-Bad Cannstatt–Nördlingen jeweils auf einer Brücke gequert. Am Teiler der Bundesstraße 14 und Bundesstraße 29 fließt der Bach von links der Krättenbach zu, kurz bevor der Schüttelgraben unter diesem Teiler wieder auf die Südseite der Bundesstraße wechselt.
Gleich danach wird aus dem Schüttelgraben linksseits eine Entlastung abgezweigt, die vor der querenden Schorndorfer Straße wieder zurückfließt. Sodann wird vom Bach wieder und nunmehr rechtsseits eine Entlastung abgezweigt. Diese mündet vor der Fußgängerbrücke eines Weges dem Remsufer entlang wieder zurück. Auf der anderen Brückenseite mündet der Schüttelgraben dann auf etwa 222 m ü. NHN von links in die untere Rems.

### Einzugsgebiet
Es ist 13,8 km² groß. Sein mit etwa 479 m ü. NHN höchster Punkt liegt ganz im Süden auf dem hinteren Kappelberg am sogenannten Esslinger Tor; dort gehört ein nur schmaler südlicher Randstreifen auf dem Kamm zum Unterraum Schurwald im Naturraum Schurwald und Welzheimer Wald, während der Nordhang darunter mit der Quelle des rechten Oberlaufs Beibach im Unterraum Remstaltraufbucht, der Hauptlauf fast vollständig im Unterraum Schmidener Feld und nur mit dem untersten Lauf im Unterraum Marbach-Waiblinger Täler der Waiblinger Bucht liegen, die alle Teil des Naturraums Neckarbecken sind.
Reihum grenzen die Einzugsgebiet der folgenden Nachbargewässer an:
- im Nordwesten entwässert der Ruckgraben zum Neckar;
- im Nordosten gibt es weiter abwärts im bebauten zentralen Waiblingen heute keinen offenen Zufluss zur nahen Rems mehr;
- im Südosten konkurriert der Beibach nunmehr etwas oberhalb zur Rems;
- im Südwesten fließen jenseits des auslaufenden Kappelberg-Kamms der Gögelbach und dann der Dietbach zum Neckar;
- im Westen gibt es durch das bebaute Bad Cannstatt keine offenen Zuflüsse zum Neckar.

Schüttelgraben
Südlich des Waiblinger Stadtteils Rinnenäcker
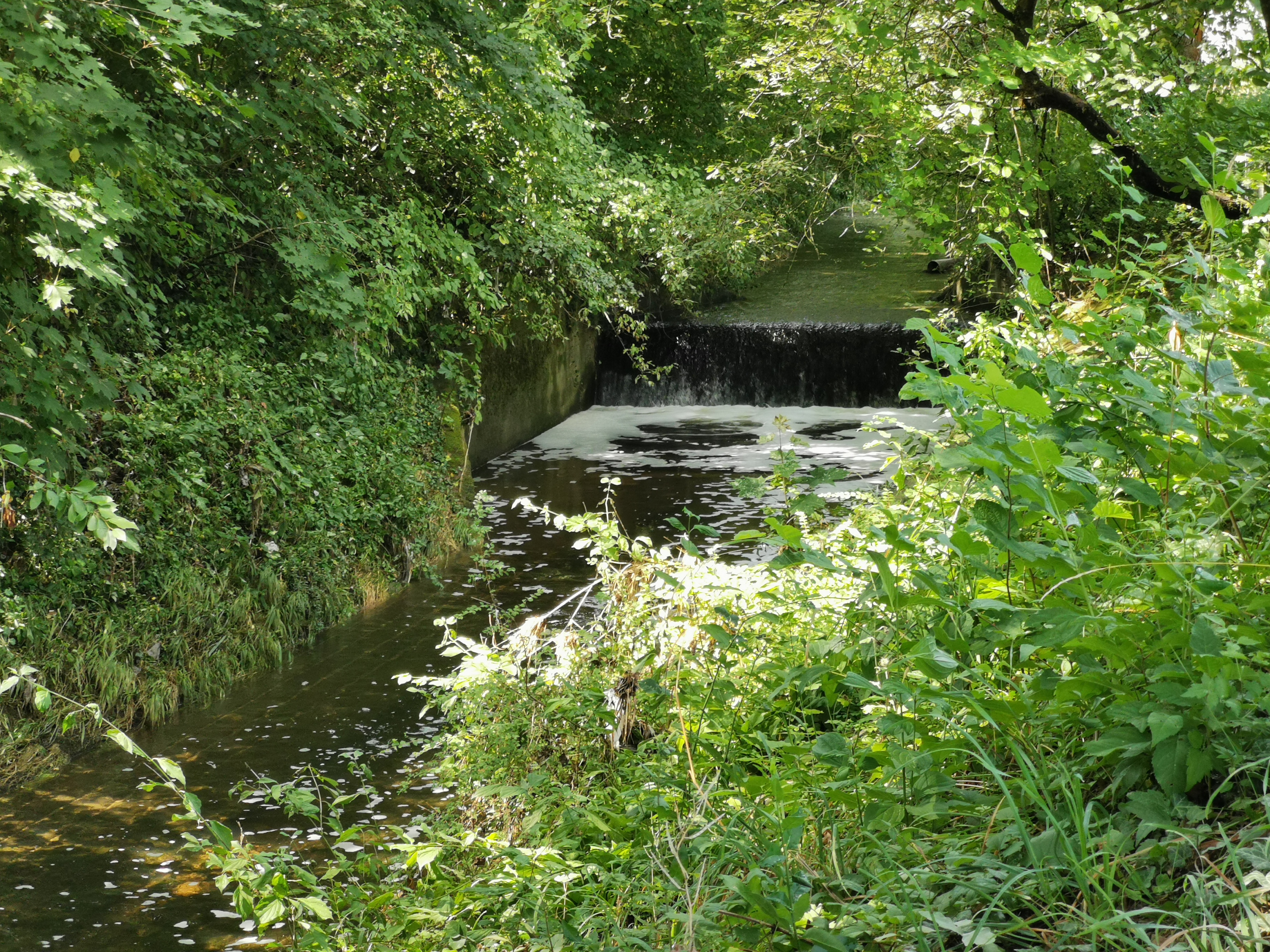
Stufe des Schüttelgraben
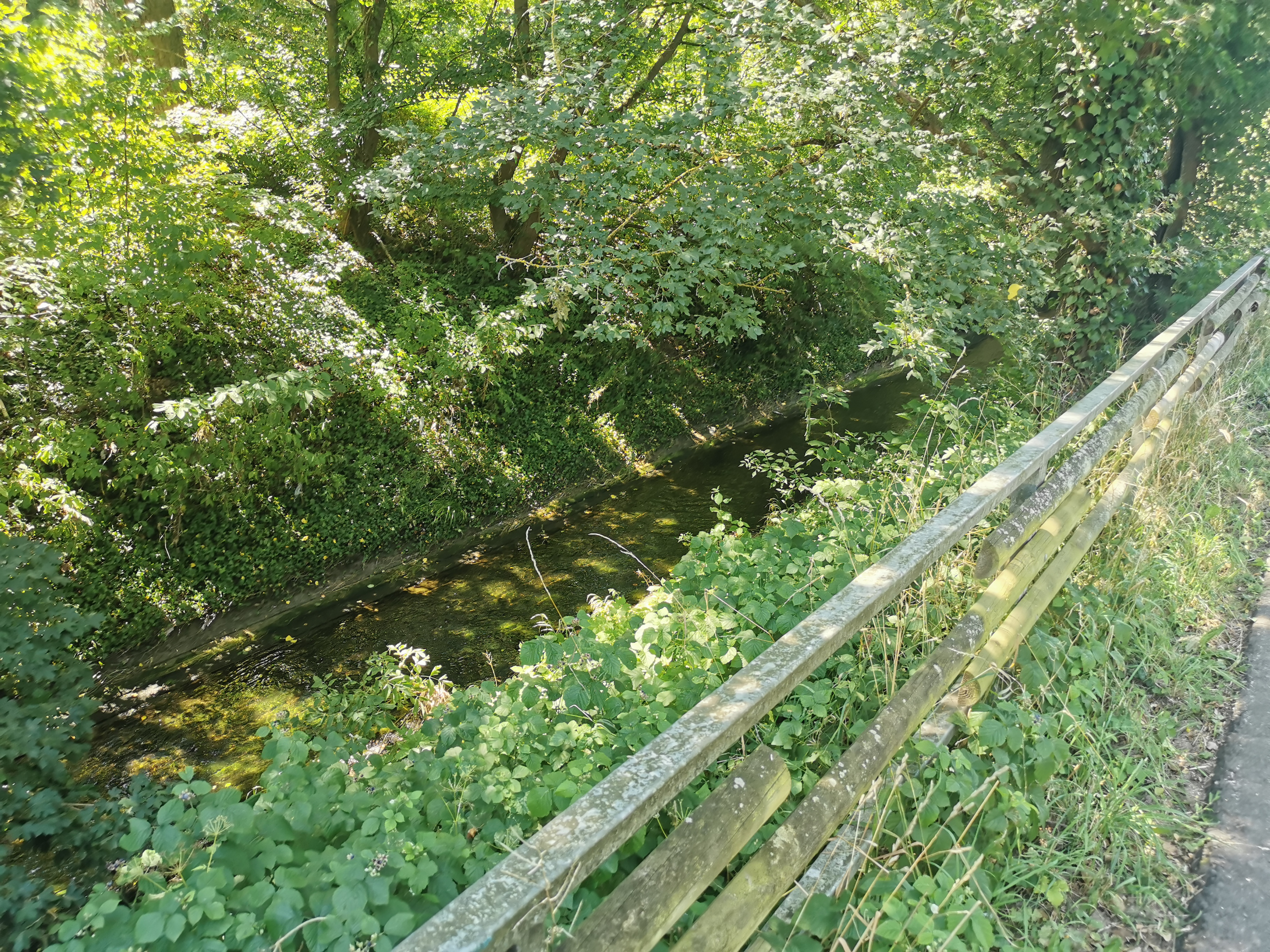
Nahe dem Schäferhundeverein Waiblingen
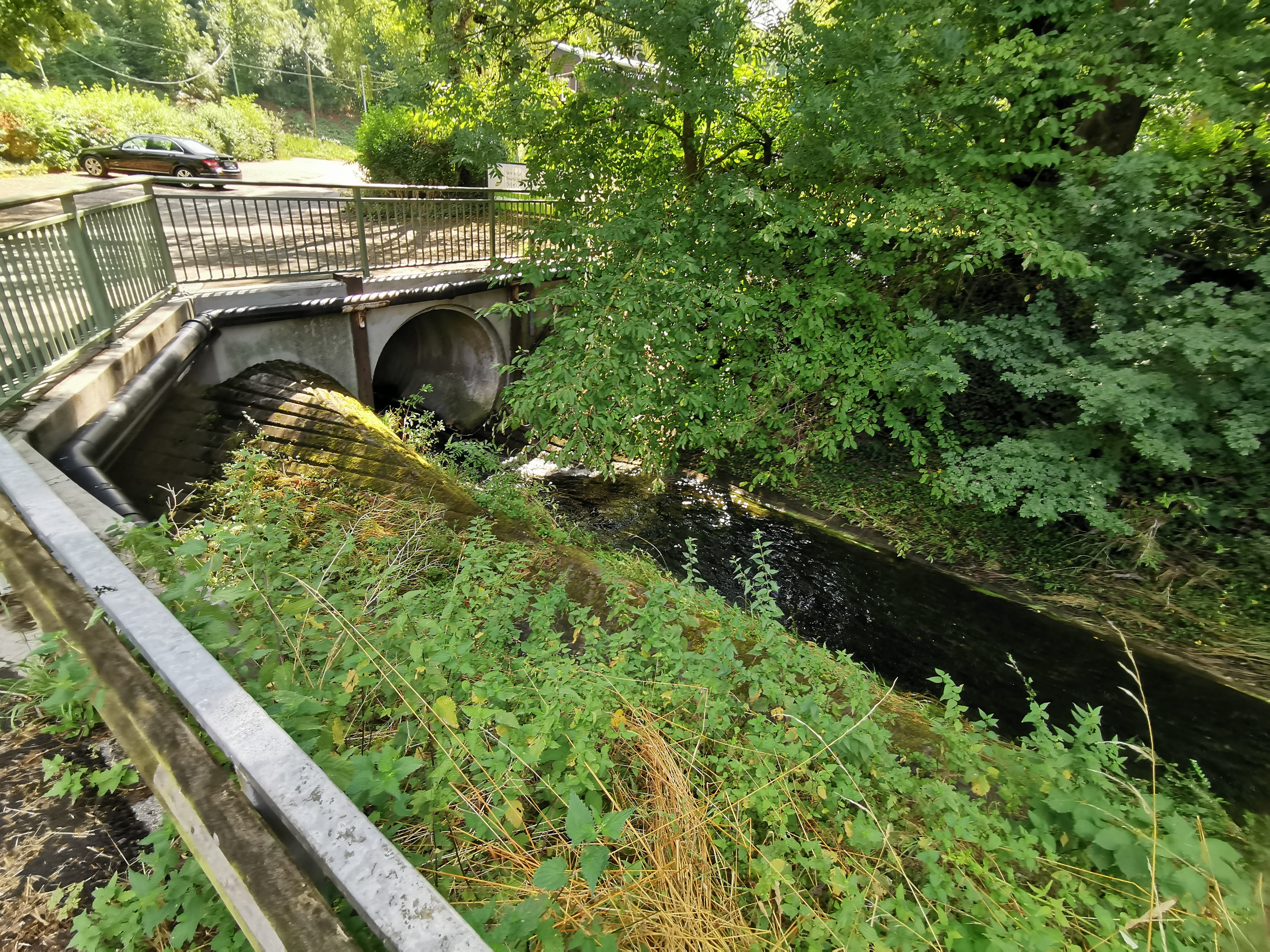
Dole am Schäferhundeverein Waiblingen
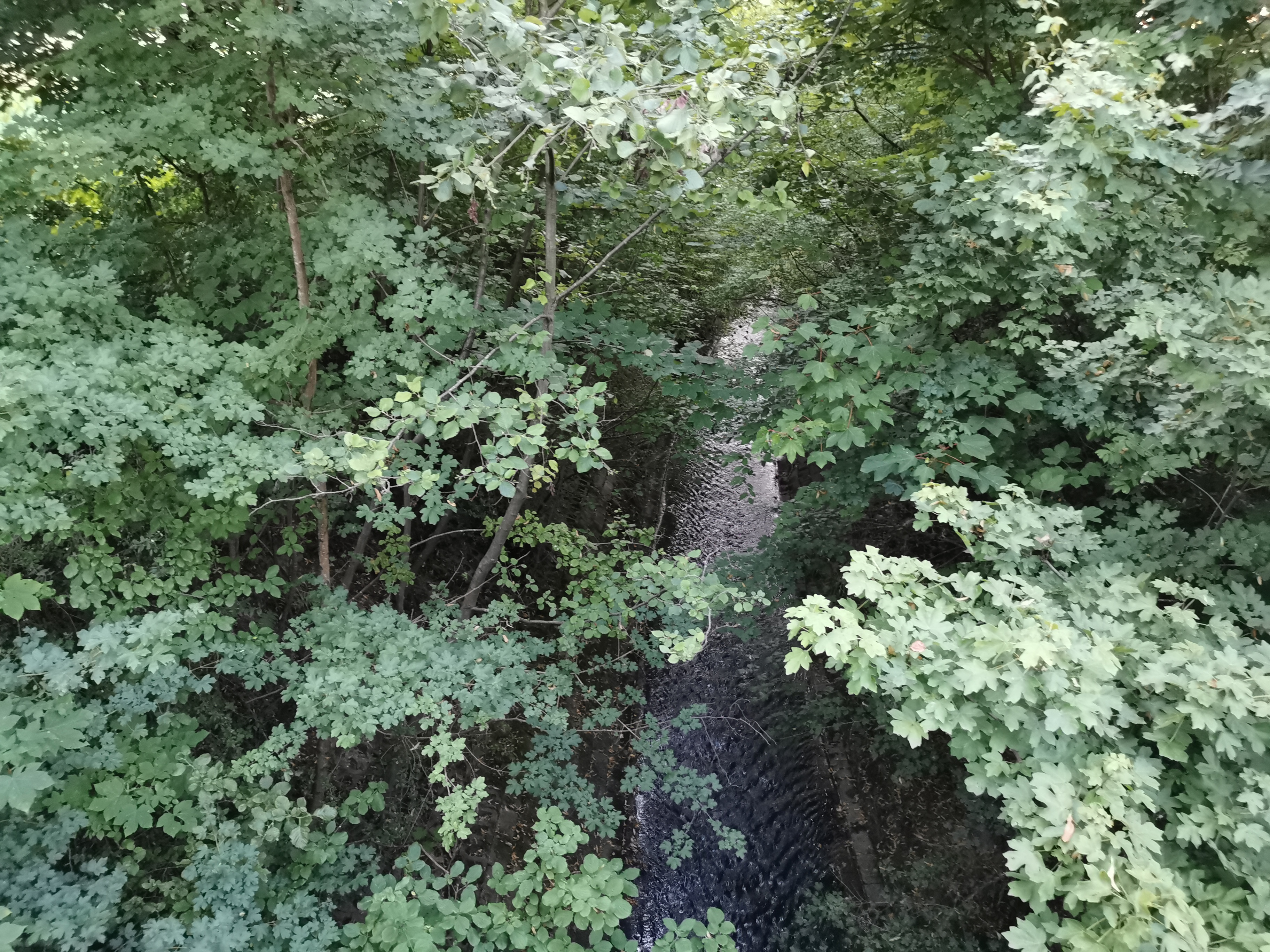
Bei einer Fußgängerbrücke über den Schüttelgraben (Richtung Ost)
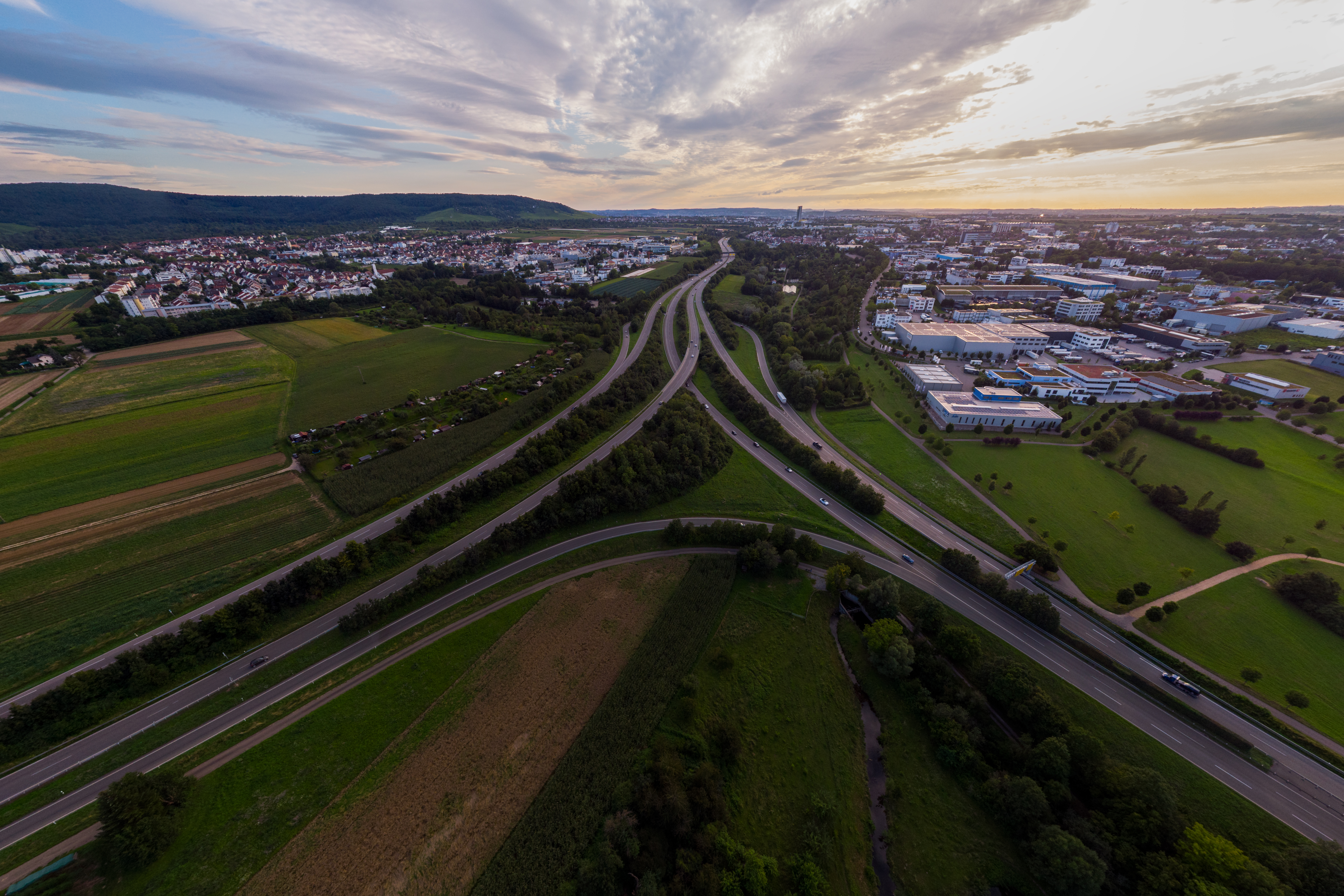
Teiler der B 14 und B 29 mit Austritt des Schüttelgrabens
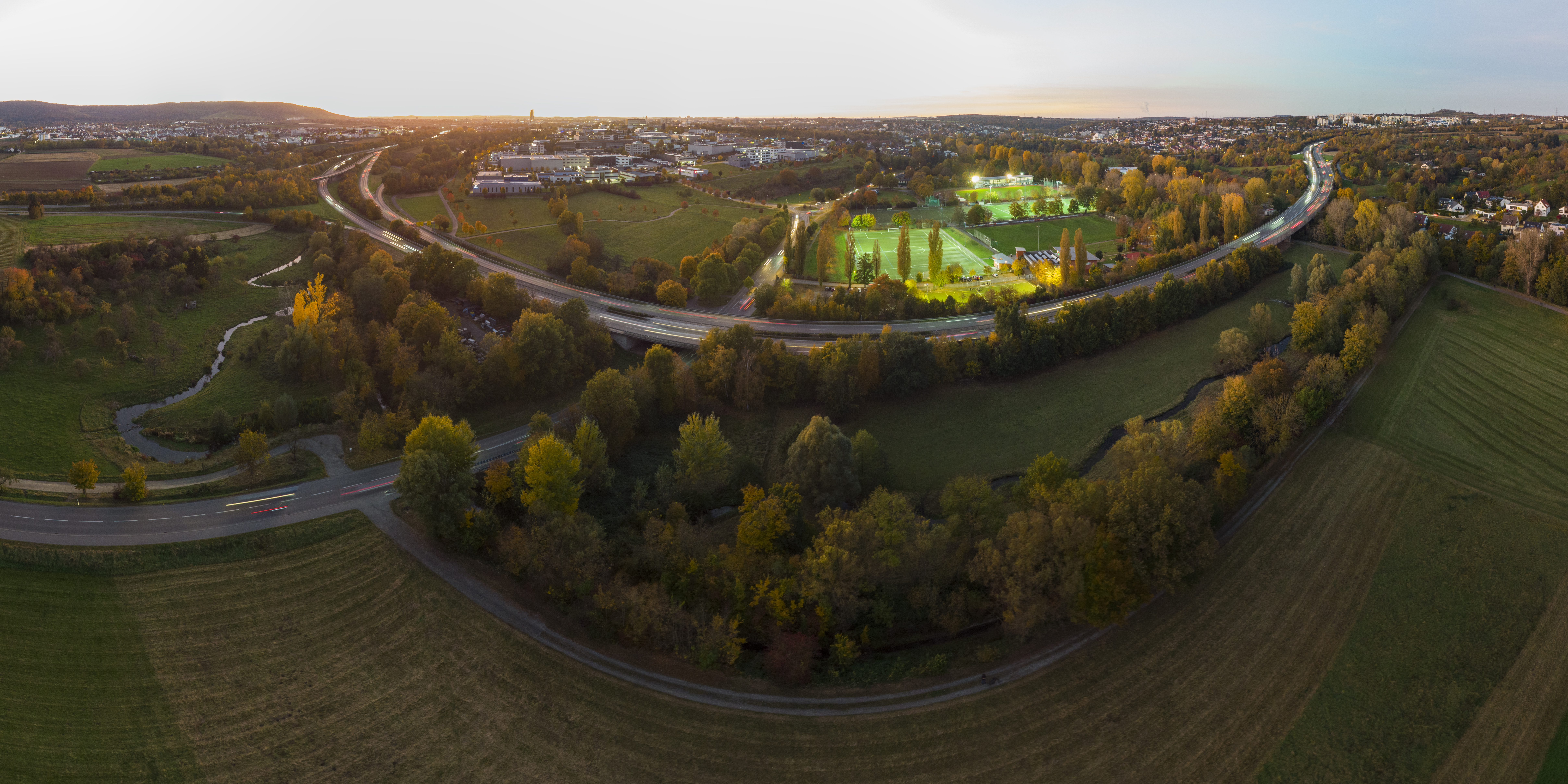
Schüttelgraben mit Entlastungssträngen (renaturierter Bereich)
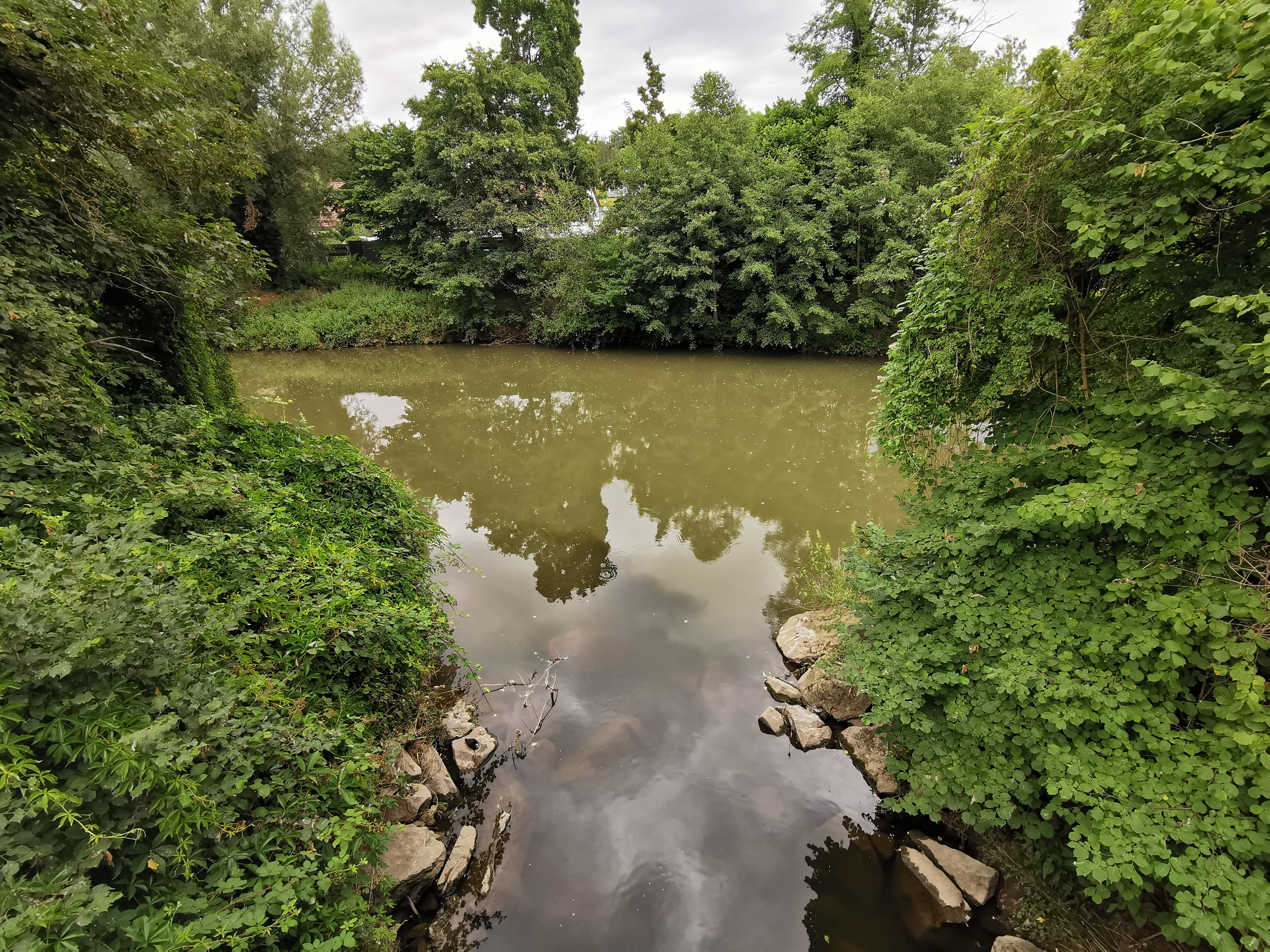
Mündung in die Rems

### Zuflüsse
Hierarchische Liste der Zuflüsse, jeweils von der Quelle zur Mündung. Auswahl.
- ?, linker Oberlauf, heute anscheinend verdolt, ca. 1,0 km
- Erbach, rechter Oberlauf, 2,0 km
  - unbenannter Bach, von links, 0,6 km
- Krättenbach, von rechts, 0,6 km

## Geschichte
Beim Bau der Bundesstraße 14/29 in den Jahren 1967 bis 1970 entlang des Schüttelgrabens wurde dessen Verlauf an einigen Stellen angepasst und stellenweise verdolt.
Ein Teil des Schüttelgrabens wurde in zwei Bauabschnitten 2005 und 2014 zum ökologischen Ausgleich renaturiert.